# Joseph Aucourt
Joseph Aucourt est un footballeur français, né le 12 janvier 1927 à Basse-Terre en Guadeloupe et mort le 27 décembre 1989 à Toulouse.

## Biographie
En 1948, Joseph Aucourt participe au Trophée Caraïbes avec l'Équipe de Guadeloupe de football et remporte la compétition.
Ce défenseur central antillais très athlétique (1,88 m pour 76 kg) porte notamment le maillot du RC Basse-Terre, des Girondins de Bordeaux (1952-1955) et de l'AS Troyes (1955-1959).
Au total, Joseph Aucourt joue 49 matchs en Division 1 avec les Girondins et 82 matchs en Division 2 avec le club troyen.